# Haworthia marumiana var. viridis
Haworthia marumiana var. viridis és una varietat de Haworthia marumiana del gènere Haworthia de la subfamília de les asfodelòidies.

## Descripció
Haworthia marumiana var. viridis és una planta suculenta perennifòlia. La roseta fa fins a 4 cm, amb nombroses fulles verticals de color verd brillant. Prolifera lentament.

## Distribució i hàbitat
Aquesta varietat creix a la província sud-africana del Cap Occidental, concretament se la coneix a l'àrea sud de Prince Albert; als peus de les Muntanyes Swartberg. Hi ha una forma molt interessant al sud de la ciutat a Malvadraai, que també s'assembla a viridis i possiblement arachnoidea. Els elements cap a l'est de les Muntanyes Swartberg són de color verd més fosc amb fulles més curtes, podria haver-hi connexió amb H. vlokii, que creix més a l'est al voltant de Meiringspoort.
En el seu hàbitat, creix a les escletxes de la roca, principalment lloses de roca gresos, al capdamunt de les muntanyes.

## Taxonomia
Haworthia marumiana var. viridis va ser descrita per M.B.Bayer i publicat a Haworthia Revisited: 107, a l'any 1999.
Etimologia
Haworthia: nom en honor del botànic britànic Adrian Hardy Haworth (1767-1833).
marumiana: epítet en honor del científic holandès que va treballar en diferents camps, entre els quals la medicina, la botànica, la geologia, la química i la paleontologia, el Dr. Martinus van Marum (1750 – 1837).
var. viridis: epítet llatí que significa "verd".